# Anisodes anicma
Anisodes anicma là một loài bướm đêm trong họ Geometridae.